# Günther Nölle
Günther Gustav Nölle (* 13. März 1934 in Seehausen; † 27. April 1999 in Freiberg) war ein deutscher Physiker und Hochschullehrer.

## Leben
Nölle legte 1952 in Wittenberge das Abitur ab. Er studierte Physik an der Universität Greifswald und arbeitete anschließend bis zum 15. März 1964 als Diplom-Physiker an der Hochschule für Architektur und Bauwesen Weimar. Am 14. März 1964 wurde er dort zum Dr. rer. nat. promoviert. Er zog nach Weißwasser/Oberlausitz und arbeitete im VEB Spezialglaswerk „Einheit“, zunächst als Leiter des Physikalischen Labors, ab 1967 als Leiter der Abteilung Forschung und ab 1968 als Technischer Direktor. Im Jahr 1967 wurde er Mitglied der SED.
Am 1. September 1969 kam Günther Nölle an die Bergakademie Freiberg, wo er zunächst als Hochschuldozent für Glastechnik wirkte. 1971 wurde er ordentlicher Professor für Verfahrenstechnik (Glastechnik). Von 1972 bis Mitte 1980 leitete er den Wissenschaftsbereich Silikattechnik, ab 1974 fungierte er zudem als Dekan der Fakultät für Technische Wissenschaften. Vom September 1980 bis zum Dezember 1984 war er Prorektor für Naturwissenschaft und Technik, von 1986 bis 1991 leitete er den Wissenschaftsbereich Glas- und Emailletechnik, und ab 1991 ebenfalls die Fachrichtung Silikattechnik. Am 10. Mai 1994 wurde er aus politischen Gründen abberufen. Er kümmerte sich weiterhin um die Überarbeitung seines Werkes Technik der Glasherstellung, das 1997 in dritter Auflage erschien.

## Ehrungen
- Ehrennadel der Nationalen Front (1968)
- Aktivist (1976)
- Ehrenurkunde der Kammer der Technik (1976)
- Ehrennadel der Bergakademie Freiberg (1988)[1]

## Veröffentlichungen (Auswahl)
- Untersuchungen über den Unterschied zwischen logarithmisch normal- und Rosin-Rammler-Sperling-verteilten Pulvern und über deren Unterscheidbarkeit mit dem Mikroskop und der Andreasenpipette. Dissertation, Weimar, 1963
- Technik der Glasherstellung. Deutscher Verlag für Grundstoffindustrie, 1978
- (mit Diethard Höhne und Sabine Roll): Mechanismus und Kinetik glasbildender Reaktionen. Deutscher Verlag für Grundstoffindustrie, 1986